# Метровые волны

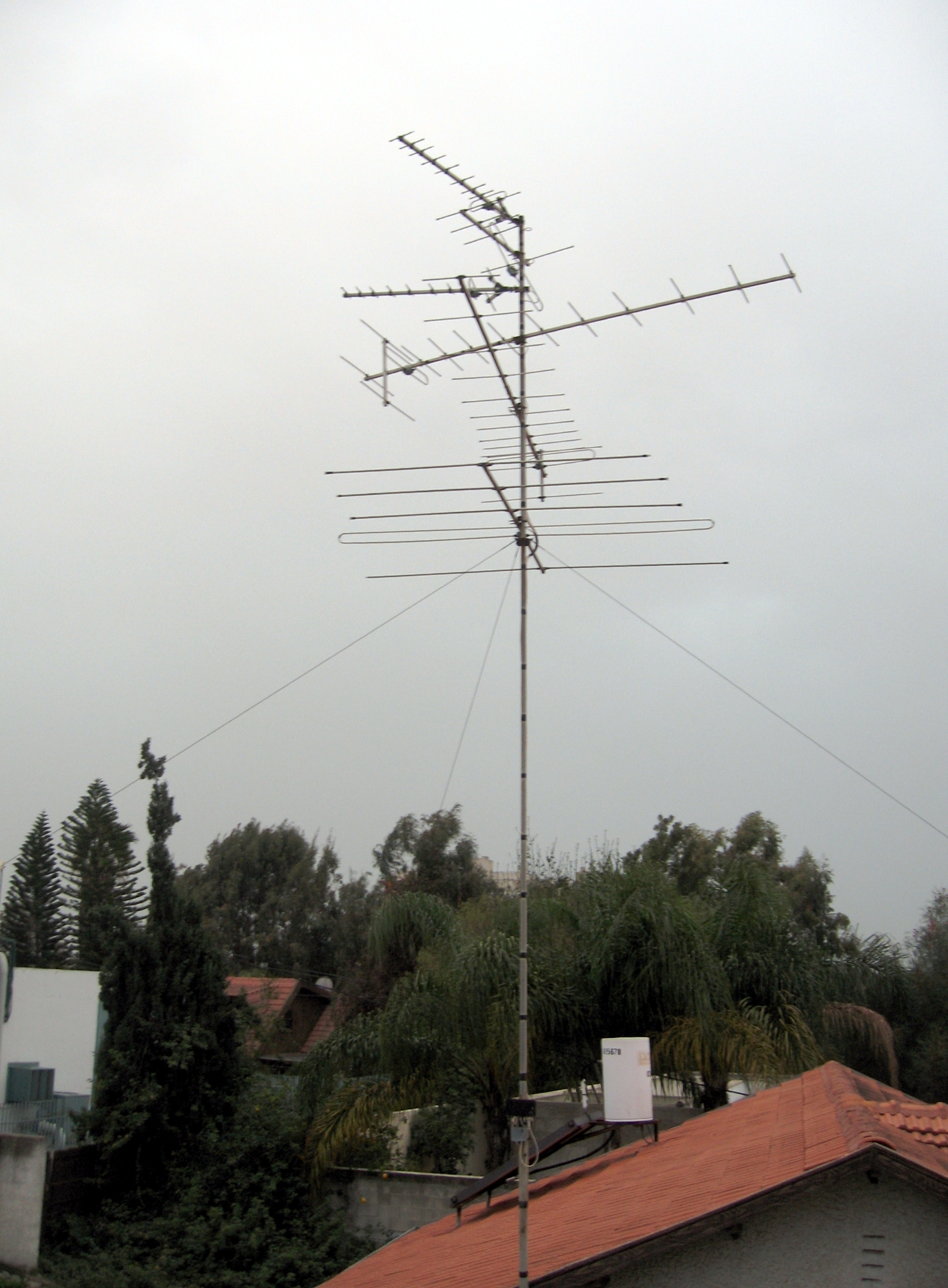
Телевизионные антенны типа «волновой канал» метрового и дециметрового диапазонов

Метро́вые во́лны (МВ) — диапазон радиоволн с длиной волны от 10 до 1 м, что соответствует частоте от 30 до 300 МГц (очень высокие частоты, ОВЧ; англ. very high frequency, VHF). Составная часть обширного диапазона радиоволн, получившего в СССР название ультракороткие волны.

## Свойства
Метровые волны распространяются в пределах прямой видимости на расстояния до нескольких десятков километров. Характеристики распространения метровых волн существенно зависят от рельефа местности и типа подстилающей поверхности. Влияние атмосферы Земли выражается в рассеянии метровых волн слабыми неоднородностями ионосферы и тропосферы, отражении метровых волн от ионизированных следов метеоров (см. Метеорная радиосвязь) и искусственно ионизированных областей в атмосфере, что приводит к дальнему (на расстояния до 2 тыс. км) распространению метровых волн.

## Применение
Метровые волны широко используются в технике для следующих целей:
- радиосвязь;
- радиолокация;
- телевидение;
- радиовещание.